# Дарка й Славко
Дарка й Славко — один з найпопулярніших українських музичних дуетів у світі[джерело?]. 
Дует «Дарка й Славко» відбувся, коли Дарка Конопада та Славко Галатин, обоє з першого покоління українських американців, в 1986 році стали музичними партнерами. Вони були запрошені заспівати кілька пісень під час поетичних читань груп з Українського коледжу для політичних ув’язнених. Таким чином почалася десятирічна музична співпраця та восьмирічне подружнє життя.
Під назвою «Дарка та Славко», дует видав чотири альбоми та зпродюсував багато проектів для інших музикантів. Спочатку їхня увага була спрямована на створення звуку, що був би прийнятний для українських американців, які до того часу розглядали українську музику, як музику для старшого покоління. «Дарка та Славко» вирішили змінити це уявлення.
На їхньому першому альбомі, названому просто «Darka & Slavko» («Дарка й Славко»), однією з пісень була «Червона рута» Володимира Івасюка. Пісня була спеціально заранжована у жанрі регі. Їхній другий альбом «Moment» («Хвилина») відкрив шлях до складніших аранжувань і дует почав писати власні пісні. Нарешті в 1995, «Дарка й Славко» видали свій третій альбом «Believe» («Повір»), який містив тільки оригінальні пісні. Одна з пісень — «Співці» — була написана про життя та смерть Володимира Івасюка, про те, як він спричинив вибух на українській естраді, що коїться й досі. Ця пісня була написана у поїзді Львів-Чернівці та двома днями пізніше дебютувала на першому українському фестивалі «Червона рута» в 1989 році, на якому дует та їхня новоутворена група в результаті перемогли в номінації «Найкраща закордонна група».
Дует продовжив подорожі світом, а також записав “живий” альбом із джазовим виконанням своїх найкращих пісень. В 1997 році «Дарка та Славко» розлучились як особисто, так і професійно.
На сьогодні[коли?] обоє учасників дуету одружилися повторно та продовжують свої музичні кар’єри. Славко записав в 2001 році альбом «The Weight of Words» під іменем Slau, а також продовжує займатися на своїй студії звукозапису. Дарка продовжує співати та писати музику, а зараз працює над своїм власним альбомом. Майбутнє більше вже не побачить спільних студійних робіт, проте їх творчий здобуток дозволяє їх, разом з Квіткою Цісик віднести до найяскравіших виконавців української діаспори.

## Альбоми
- Darka & Slavko
- Хвилина
- Повір (Believe) 1995
- Unplugged